# Calamagrostis ophitidis
Calamagrostis ophitidis är en gräsart som först beskrevs av Howell, och fick sitt nu gällande namn av Nygren. Calamagrostis ophitidis ingår i släktet rör, och familjen gräs. Inga underarter finns listade i Catalogue of Life.

## Bildgalleri

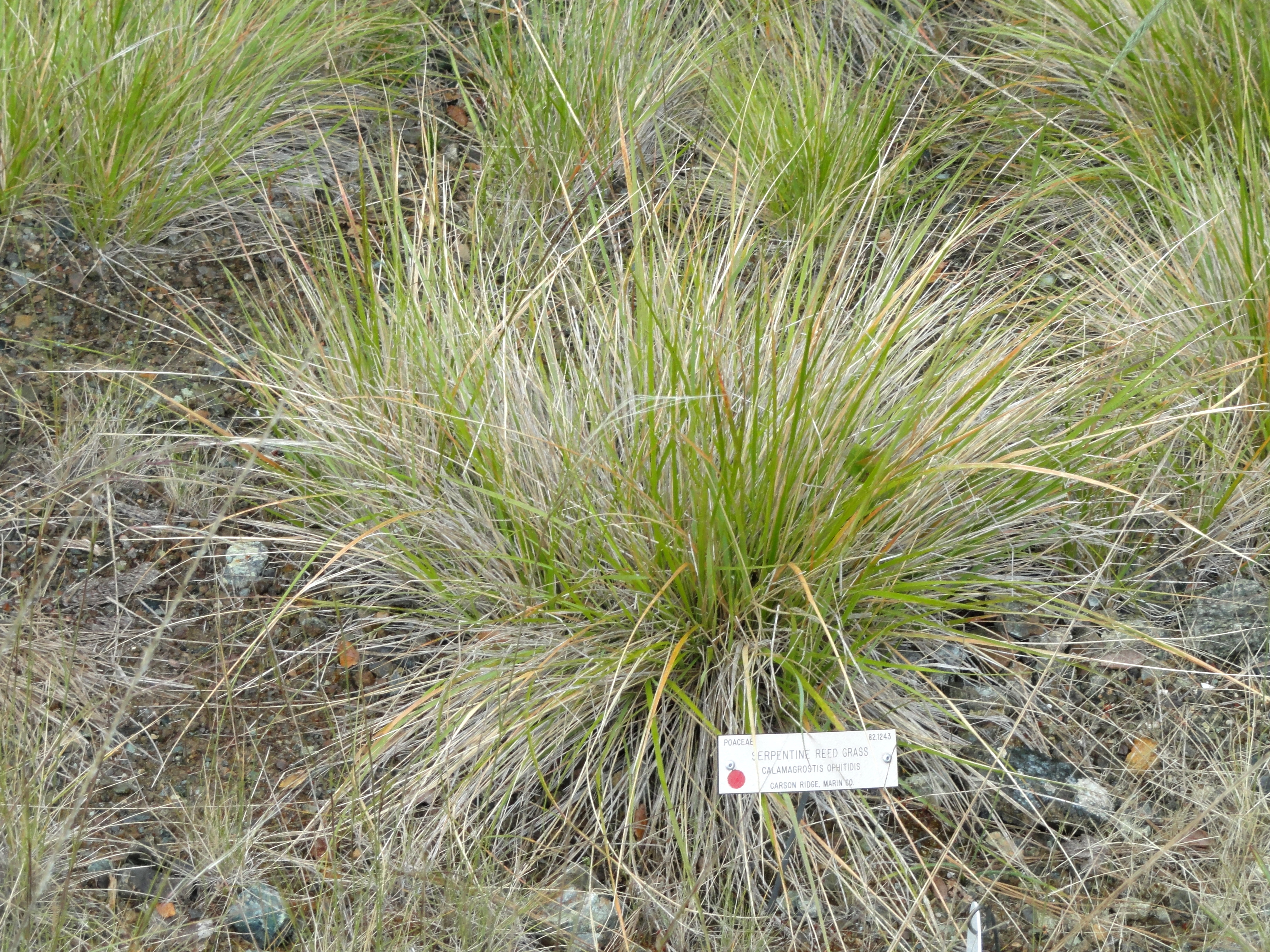